# Didanu
Didanu (accadi: 𒁲𒁕𒀀𒉡, Di-da-a-nu) va ser un rei d'Assíria, un dels 17 reis que es relacionen a la Llista dels reis d'Assíria durant el Primer període. La Crònica mesopotàmica diu que aquests primers reis «vivien en tendes» i, per tant, eren nòmades.
Didanu segurament era el cap d'una tribu semítica. Alguns autors l'identifiquen amb Dadan, que apareix al Gènesi, on es diu que era net d'Abraham. El segueix a la Llista Khanu o Hanu. Com que la Llista dels reis no indica cap parentiu entre els 15 primers, s'ha pensat que potser eren els caps de tribus que després es van unir per fundar Assíria.